# Méthylmalonyl-coenzyme A épimérase
La méthylmalonyl-CoA épimérase, parfois appelée méthylmalonyl-CoA racémase , est une épimérase qui catalyse la réaction :
(R)-methylmalonyl-CoA  {\displaystyle \rightleftharpoons }  (S)-methylmalonyl-CoA.
Cette enzyme joue un rôle important dans la β-oxydation des acides gras à nombre impair d'atomes de carbone, car la dégradation de ceux-ci aboutit à la propionyl-CoA, carboxylée précisément en (R)-methylmalonyl-CoA par la propionyl-CoA carboxylase ; or cet épimère n'est pas un substrat pour la méthylmalonyl-CoA mutase, qui n'agit que sur la (S)-methylmalonyl-CoA pour donner de la succinyl-CoA. La méthylmalonyl-CoA épimérase est donc indispensable pour assurer la conversion de la propionyl-CoA en succinyl-CoA.

Conversion de la propionyl-CoA en succinyl-CoA sous l'action respectivement de la propionyl-CoA carboxylase, de la méthylmalonyl-CoA épimérase et de la méthylmalonyl-CoA mutase.